# Невидима нишка
„Невидима нишка“ (на английски: Phantom Thread) е британско-американски филм от 2017 година, романтична драма на режисьора Пол Томас Андерсън по негов собствен сценарий.
В центъра на сюжета е водещ моден дизайнер в Лондон от 50-те години на XX век и връзката му с млада жена със скромен произход, която получава необичайно развитие, след като тя се опитва да го отрови с гъби. Главните роли се изпълняват от Даниъл Дей-Люис, Вики Крипс и Лесли Манвил.
„Невидима нишка“ получава наградата на БАФТА и „Оскар“ за костюми и номиниран в няколко други категории.